# Elecciones municipales de 2019 en Los Santos de la Humosa
Las elecciones municipales de 2019 fueron celebradas en Los Santos de la Humosa el domingo 26 de mayo, de acuerdo con el Real Decreto de convocatoria de elecciones locales en España dispuesto el 1 de abril de 2019 y publicado en el Boletín Oficial del Estado el día 2 de abril. Resultaron elegidos  los 11 concejales del pleno del Ayuntamiento de Los Santos de la Humosa, a través de un sistema proporcional (método d'Hondt), con listas cerradas y un umbral electoral del 5 %.

## Resultados
Tras las elecciones todas las fuerzas consiguieron entrar en el hemiciclo, el PSOE se proclamó ganador con 5 escaños, uno menos que en la anterior legislatura; España 2000 se mantuvo como segunda fuerza con sus tres escaños. El PP mantuvo sus dos escaños y Vox consiguió entrar en el consistorio con 1 escaño.
| Candidatura     | Candidatura                              | Candidato                     | Votos | %                                       | Escaños                                 |
| --------------- | ---------------------------------------- | ----------------------------- | ----- | --------------------------------------- | --------------------------------------- |
|                 | Partido Socialista Obrero Español (PSOE) | María Jazmina Jiménez Jiménez | 551   | 45,92                                   | 5                                       |
|                 | España 2000                              | Lázaro Polo Gismero           | 279   | 23,25                                   | 3                                       |
|                 | Partido Popular (PP)                     | María Ángeles Linares Gámez   | 216   | 18,00                                   | 2                                       |
|                 | Vox                                      | Daniel Moreno Isidro          | 134   | 11,17                                   | 1                                       |
| Votos en blanco | Votos en blanco                          | Votos en blanco               | 20    | 1,67                                    | n/a                                     |
| Votos válidos   | Votos válidos                            | Votos válidos                 | 1180  | 100,00                                  | 11                                      |
| Votos nulos     | Votos nulos                              | Votos nulos                   | 22    | Participación: · \| \| 69,39 % \| 7,48% | Participación: · \| \| 69,39 % \| 7,48% |
| Votantes        | Votantes                                 | Votantes                      | 1222  | Participación: · \| \| 69,39 % \| 7,48% | Participación: · \| \| 69,39 % \| 7,48% |
| Electores       | Electores                                | Electores                     | 1761  | Participación: · \| \| 69,39 % \| 7,48% | Participación: · \| \| 69,39 % \| 7,48% |
|                 | 69,39 %                                  |                               |       |                                         |                                         |

## Concejales electos
| N.º | Nombre                         | Lista | Lista       |
| --- | ------------------------------ | ----- | ----------- |
| 1   | María Jazmina Jiménez Jiménez  |       | PSOE        |
| 2   | Lázaro Polo Gismero            |       | España 2000 |
| 3   | Juan Antonio Fernández Cantero |       | PSOE        |
| 4   | María Ángeles Linares Gámez    |       | PP          |
| 5   | Carolina Urtasun Calleja       |       | PSOE        |
| 6   | Alberto López Piquet           |       | España 2000 |
| 7   | José Luis López Muñoz          |       | PSOE        |
| 8   | Daniel Moreno Isidro           |       | Vox         |
| 9   | María Bollero Elías            |       | PSOE        |
| 10  | Alberto Ruano Blanco           |       | PP          |
| 11  | María Mercedes Fontecha Martín |       | España 2000 |

- Datos: Q109425209